# Distrito de Emmendingen
El Distrito de Emmendingen es un distrito rural (Landkreis) situado en el sudoeste del estado federal de Baden-Wurtemberg. Pertenece a la región Südlicher Oberrhein en la Región de Friburgo. Los distritos vecinos son (empezando por el norte y en el sentido de las agujas del reloj), el Distrito de Ortenau en el norte, en el este el distrito de Selva Negra-Baar, en el sur al Distrito de Brisgovia-Alta Selva Negra y a Friburgo. En el oeste se el Río Rin forma la frontera natural con Francia con el departamento Bajo Rin. La capital del distrito recae sobre la ciudad de Emmendingen.

## Geografía
El distrito tiene parte de la llanura superior del Rin y la Selva Negra. Allí sobre todo el valle del río Elz pertenece al distrito.

## Demografía
El número de habitantes ha sido tomado del censo de población (¹) o datos de la oficina de estadística de Baden-Wurtemberg.
| Año                     | N.º Habitantes |
| ----------------------- | -------------- |
| 31 de diciembre de 1973 | 128.241        |
| 31 de diciembre de 1975 | 129.402        |
| 31 de diciembre de 1980 | 131.893        |
| 31 de diciembre de 1985 | 134.793        |
| 27 de mayo de 1987 ¹    | 132.508        |

| Año                     | N.º Habitantes |
| ----------------------- | -------------- |
| 31 de diciembre de 1990 | 139.248        |
| 31 de diciembre de 1995 | 146.418        |
| 31 de diciembre de 2000 | 151.414        |
| 31 de diciembre de 2005 | 156.728        |
| 30 de junio de 2006     | 156.773        |

## Ciudades y municipios
(Habitantes a 30 de junio de 2005)
| Ciudad 1. Elzach (7.157) 2. Emmendingen (26.110) 3. Endingen am Kaiserstuhl (9.048) 4. Herbolzheim (9.772) 5. Kenzingen (9.098) 6. Waldkirch (20.275) Distritos administrativos Los "Distritos Administrativos" son dos (o más) municipios que unen sus administraciones (en España, algo así como "Mancomunidades") 1. Denzlingen-Vörstetten-Reute 2. Elzach 3. Emmendingen 4. Kenzingen-Herbolzheim 5. Nördlicher Kaiserstuhl 6. Waldkirch | Municipios 1. Bahlingen am Kaiserstuhl (3.796) 2. Biederbach (1.755) 3. Denzlingen (13.318) 4. Forchheim (1.269) 5. Freiamt (4.272) 6. Gutach im Breisgau (4.476) 7. Malterdingen (2.921) 8. Reute (3.155) 9. Rheinhausen (3.348) 10. Riegel am Kaiserstuhl (3.530) 11. Sasbach am Kaiserstuhl (3.344) 12. Sexau (3.178) 13. Simonswald (3.101) 14. Teningen (11.923) 15. Vörstetten (2.843) 16. Weisweil (2.128) 17. Winden im Elztal (2.874) 18. Wyhl am Kaiserstuhl (3.729) |

## Escudo de armas
El escudo simboliza las antiguas soberanías en su territorio. La faja roja (Baden), el monte negro (Señorío de Schwarzenberg) y el ala (Señorío de Flug)

## Literatura
- Das Land Baden-Württemberg - Amtliche Beschreibung nach Kreisen und Gemeinden (in acht Bänden); Hrsg. von der Landesarchivdirektion Baden-Württemberg; Band VI: Regierungsbezirk Freiburg; Stuttgart, 1982, ISBN 3-17-007174-2
- Der Landkreis Emmendingen - Kreisbeschreibungen des Landes Baden-Württemberg; Hrsg. von der Landesarchivdirektion Baden-Württemberg in Verbindung mit dem Lkr. Emmendingen; 2 Bände, Jan Thorbecke Verlag Stuttgart 1999 und 2001, ISBN 3-7995-1363-9